# Leasing finansowy
Leasing finansowy (również leasing kapitałowy) – polega na przekazaniu przez finansującego (leasingodawcę) na czas oznaczony prawa do użytkowania określonych składników majątku trwałego korzystającemu (leasingobiorcy) w zamian za odpowiednie opłaty (raty leasingowe). W praktyce okres trwania umowy leasingu finansowego jest zbliżony do okresu ekonomicznego zużycia przedmiotu leasingu.
Przedmiot umowy znajduje się w ewidencji środków trwałych leasingobiorcy (korzystającego), który dokonuje odpisów amortyzacyjnych, a kosztem uzyskania przychodu jest dla niego część finansowa rat leasingowych. Leasingobiorca ma zagwarantowane przeniesienie prawa własności przedmiotu po zakończeniu umowy leasingowej i ponosi pełne ryzyko dotyczące dobra (koszty jego utrzymania, ubezpieczenia oraz związane z nimi podatki i inne opłaty).
Rata leasingowa w leasingu finansowym podzielona jest na część kapitałową i odsetkową. Część odsetkowa stanowi koszt uzyskania przychodu u korzystającego, a część kapitałowa traktowana jest jak kapitał przy operacji kredytowej – obniża zysk po opodatkowaniu u leasingobiorcy. Leasing finansowy dla celów podatku VAT jest w większości przypadków traktowany jako dostawa towarów. Podatek VAT od rat leasingowych płatny jest z góry za cały okres trwania umowy leasingu finansowego (zazwyczaj w ciągu 7 dni po odbiorze przedmiotu leasingu), inaczej niż w leasingu operacyjnym, gdzie podatek VAT jest płatny z każdą ratą leasingową.
W Polsce charakter cywilnoprawny umowy leasingowej został określony przepisami art. 7091-70918 Kodeksu cywilnego wprowadzonymi ustawą z dnia 26.07.2000 r. o zmianie ustawy Kodeks cywilny (Dz.U. z 2000 r. nr 74, poz. 857). Przed tą nowelizacją leasing był zaliczany do umów nienazwanych. Należy ponadto zwrócić uwagę na brak spójności w definiowaniu i traktowaniu leasingu w obowiązujących w Polsce regulacjach, tj. Kodeksie cywilnym, przepisach prawa podatkowego oraz ustawie o rachunkowości.
Leasing jest, obok kredytu, głównym zewnętrznym źródłem finansowania polskich przedsiębiorstw. Przedsiębiorcy częściej korzystają z leasingu operacyjnego niż z leasingu finansowego.